# Sint-Pauluskerk (Oss)
De Sint-Pauluskerk is een voormalige parochiekerk in de stad Oss in de Nederlandse provincie Noord-Brabant. Het gebouw is gelegen aan de Oude Litherweg 2.

## Geschiedenis
Deze kerk werd gebouwd in 1965, naar ontwerp van Jan de Reus in de stijl van de Bossche School. Het betrof een zaalkerk op rechthoekige plattegrond, voorzien van een halfronde apsis. De gevels van de kerk zijn van baksteen, evenals de ernaast gebouwde, taps toelopende, klokkentoren.
In 2011 kwam het gebouw op de gemeentelijke monumentenlijst, nadat de kerk een jaar eerder onttrokken was aan de eredienst. Het kerkmeubilair verhuisde grotendeels naar de nieuwe Sint-Antonius van Paduakerk in de nieuwe wijk de Reeshof.
Een nieuwe bestemming was lange tijd onzeker en in de tussentijd waren er enkele ateliers in gehuisvest. De kerk heeft inmiddels een nieuwe bestemming als zorgcentrum toegewezen gekregen.